# منطقة لوهاردجا
لوهاردجا رمزها «LO» (بالإنجليزية: Lohardaga)‏ ، هو تقسيم إداري لدولة الهند تتبع ولاية جهارخاند (بالإنجليزية: Jharkhand)‏ ، مركزها هو مدينة لوهاردجا (بالإنجليزية: Lohardaga)‏ عدد سكانها حسب تعداد سنة 2001 هو 364,405 ، مساحتها 1,494 كم² وكثافة السكان 244 لكل كم² .